# Distichopora
Genre
Synonymes
- Lithodendron
- sous-genre Distichopora (Haplomerismos) Cairns, 1978

Distichopora est un genre d'hydrocoraux de la famille de Stylasteridae.
Ce sont des hydraires coloniaux qui constituent un squelette calcaire commun. Cependant à l'instar des coraux de feu ils ne font pas partie du groupe des « vrais coraux » (Scleractinia), mais constituent un groupe semblable par convergence évolutive. La reproduction sexuée se fait via un stade méduse, mais les colonies croissent par duplication clonale. 

## Habitat et répartition
On trouve des hydrocoraux de ce genre de la surface à plus de 800 m de profondeur, et ils semblent être apparus à l'Éocène. 

## Liste des espèces
Selon World Register of Marine Species (21 février 2017) :
- Distichopora anceps Cairns, 1978 -- Hawaii
- Distichopora anomala Cairns, 1986 -- Antilles
- Distichopora antigua deFrance, 1826 †
- Distichopora asulcata Cairns, 2005 -- Hawaii
- Distichopora barbadensis Pourtalès, 1874 -- Barbade
- Distichopora borealis Fisher, 1938 -- Pacifique nord
- Distichopora cervina Pourtalès, 1871 -- Caraïbes
- Distichopora coccinea Gray, 1860 -- Pacifique
- Distichopora contorta Pourtalès, 1878 -- Cuba
- Distichopora dispar Cairns, 1991 -- Nouvelle-Zélande
- Distichopora foliacea Pourtalès, 1868 -- Floride et région
- Distichopora gracilis Dana, 1848 -- Pacifique
- Distichopora irregularis Moseley, 1879 -- Philippines et Indonésie
- Distichopora laevigranulosa Cairns, 1986 -- Galapagos
- Distichopora livida Tenison-Woods, 1880
- Distichopora nitida Verrill, 1864 -- Pacifique
- Distichopora parairregulare Eguchi, 1968 †
- Distichopora profunda Hickson & England, 1909
- Distichopora providentiae (Hickson & England, 1909)
- Distichopora purpurea Schmeltz, 1875
- Distichopora robusta Lindner, Cairns & Guzman, 2004 -- Pacifique est
- Distichopora rosalindae Cairns, 1986 -- Caraïbes
- Distichopora serpens Broch, 1942 -- Vanuatu
- Distichopora sulcata Pourtalès, 1867 -- Caraïbes et peut-être Pacifique
- Distichopora uniserialis Cairns, 1986 -- Cuba
- Distichopora vervoorti Cairns & Hoeksema, 1998 -- Indonésie
- Distichopora violacea (Pallas, 1766) -- Indo-Pacifique tropical
- Distichopora yucatanensis Cairns, 1986 -- Caraïbes

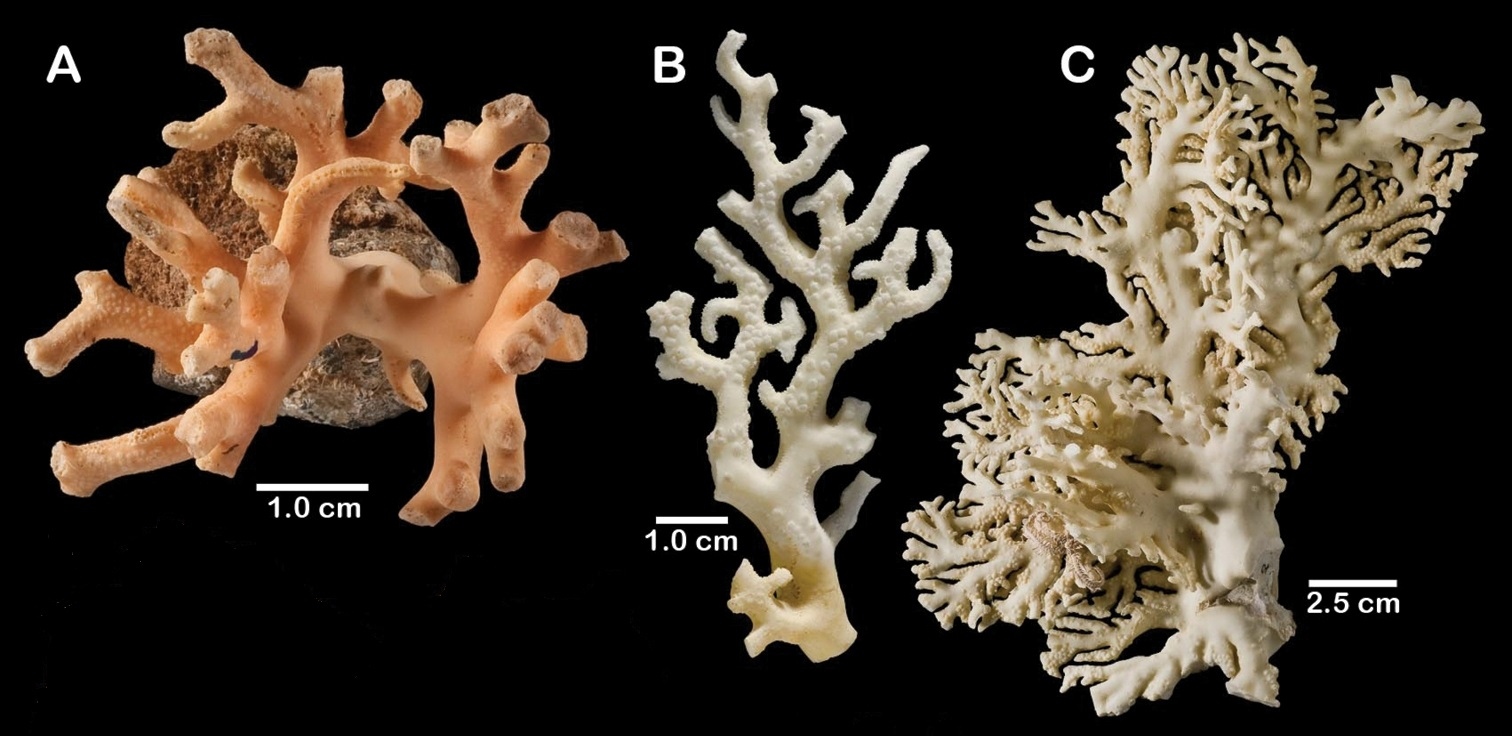
Distichopora borealis.
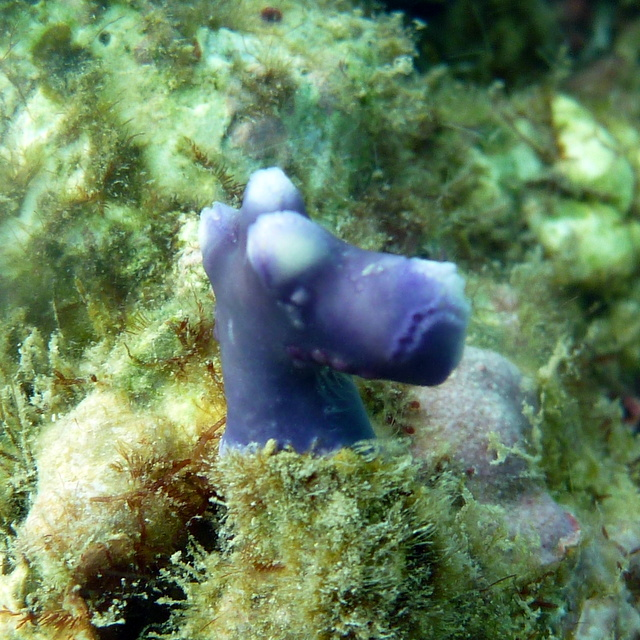
Distichopora coccinea.